# Komsomólskaya Pravda
Komsomólskaya Prа́vda (del ruso: Комсомо́льская пра́вда ‘La Verdad del Komsomol’) es un diario ruso de cobertura nacional y tirada diaria, fundado en 1925 como órgano oficial del Komsomol, la organización juvenil del Partido Comunista de la Unión Soviética (PCUS). En 1930, se convirtió en la primera organización en ser galardonada con la recién creada Orden de Lenin.

## Historia
Durante la era soviética, Komsomolskaya Pravda fue un periódico pan-sindical de la Unión Soviética y órgano oficial del Comité Central del Komsomol. Fundado por decisión del XIII Congreso del Partido Comunista Ruso, apareció por primera vez el 24 de mayo de 1925 con una tirada de 31.000 ejemplares.
Komsomolskaya Pravda comenzó como el órgano oficial del Komsomol, la rama juvenil del Partido Comunista de la Unión Soviética (PCUS). Como tal, se dirigía al mismo grupo demográfico de 14 a 28 años que su organización matriz, centrándose inicialmente en artículos de divulgación científica y de aventuras, a la vez que enseñaba los valores del PCUS. Durante este período, recibió dos veces la Orden de la Bandera Roja del Trabajo (en 1950 y 1957) y también recibió la Orden de Lenin (en 1930), la Orden de la Revolución de Octubre (en 1975) y la Orden de la Guerra Patriótica (en 1945).
El mayor propietario del periódico es el hijo del fundador de Baltic Media Group, Sergei Rudnov, quien controla indirectamente el 45%. Hasta 2011, era propiedad de Media Partner, que a su vez pertenecía a ESN Group (Евросевернефть), una empresa energética dirigida por Grigory Berezkin. En diciembre de 2000, la empresa de medios noruega A-Pressen compró el 25% más una acción del periódico. Se publica en formato tabloide por «Izdatelsky Dom Komsomolskaya Pravda» (Editorial Komsomolskaya Pravda).
Komsomolskaya Pravda alcanzó su mayor circulación en 1990, cuando vendió casi 22 millones de copias diarias. En 2001, fue el noveno periódico europeo más importante con una circulación de 785.000 copias. Fue el periódico más vendido en Rusia en 2006, con una circulación diaria que osciló entre 700.000 y 3,1 millones de copias. Su circulación en marzo de 2008, certificada por el NCS, fue de 660.000 copias y fue el periódico más leído en el país según los hallazgos de TNS Gallup Media. Ese mismo año, la versión en línea del periódico también fue el sitio web de noticias más visitado.
En enero de 2015, un artículo de portada en Komsomolskaya Pravda sugirió que Estados Unidos había orquestado el tiroteo de Charlie Hebdo.
En mayo de 2017, la columnista Alisa Titko se hizo viral al escribir que la ciudad inglesa de Mánchester estaba «llena de gente gorda» y que le parecía «repugnante» ver el amor entre personas del mismo sexo.
En 2021, el tabloide publicó un artículo en el que el exentrenador de la Liga Continental de Hockey, Andrei Nazarov, acusó al extremo de los New York Rangers, Artemi Panarin, de agredir sexualmente a una joven letona de 18 años en Riga. El equipo emitió un comunicado condenando las acusaciones, calificándolas de «invención» y «táctica de intimidación» contra Panarin, tras denunciar «acontecimientos políticos recientes», en particular su apoyo al líder opositor ruso Alexei Navalny, detenido a su regreso a Rusia desde Alemania.

## Publicaciones relacionadas y similares
En varios países de la UE se distribuye una edición «europea» (Komsomolskaya Pravda v Evrope), dirigida en particular a la diáspora rusa en Alemania, así como a los turistas de habla rusa de la costa croata adriática, mientras que en Letonia, Estonia y Finlandia existe una edición especial región báltica.
En otros Estados miembros o miembros asociados de la Comunidad de Estados Independientes (CEI) se pueden encontrar varios periódicos similares, pero de propiedad independiente:
- Bielorrusia - Komsomolskaya Pravda v Belorusi
- Moldavia - Komsomolskaya Pravda v Moldove
- Kazajstán - Komsomolskaya Pravda v Kazakhstane
- Ucrania - Komsomolskaya Pravda v Ukraine (renombrado KP en enero de 2016 para cumplir con las leyes de Descomunización ucraniana y luego Korotko Pro en 2024).

La cadena de radio Radio Komsomolskaya Pravda (tdl. ‘Komsomol Truth Radio’) también está relacionada con el periódico.